# Peliosanthes subcoronata
Peliosanthes subcoronata är en sparrisväxtart som beskrevs av Noriyuki Tanaka. Peliosanthes subcoronata ingår i släktet Peliosanthes och familjen sparrisväxter.
Artens utbredningsområde är Laos. Inga underarter finns listade i Catalogue of Life.